# Mr. Maker
Mr. Maker is een nummer van de Britse indierockband The Kooks uit 2008. Het is de derde single van hun tweede studioalbum Konk.
"Mr. Maker" gaat over een man die ogenschijnlijk een perfect leven heeft, maar toch empathie voelt voor anderen en betekenis vindt in liefde en vrijgevigheid. Hij worstelt echter met hoe hard de wereld kan zijn. Het nummer werd enkel in Nederland op single uitgebracht. Hoewel het de Nederlandse Top 40 of Tipparade niet bereikte, haalde het wel de 30e positie in de Mega Top 50 van 3FM en werd het een bescheiden radiohit.

## Tracklijst
CD-single
1. "Mr. Maker" – 3:01